# Katedra Metropolitalna w San José
Katedra Metropolitalna w San José (hiszp. Catedral Metropolitana de San José) – katedra rzymskokatolicka w San José, stolicy Kostaryki; kościół archidiecezjalny Archidiecezji San José de Costa Rica.
Jest jednym z najbardziej wyjątkowych i symbolicznych budynków w San José.

## Historia
Poprzedniczką dzisiejszej katedry była XVIII-wieczna słomiana pustelnia pod wezwaniem św. Józefa (hiszp. San José). Budowę nowej świątyni na obecnym miejscu rozpoczęto w 1825 roku. Jako budulca użyto miejscowej cegły adobe. Uroczystego otwarcia świątyni dokonano w 1827 roku, a w 1848 roku pierwszy biskup Anselmo Llorente y La Fuente nadał jej tytuł katedry. Do roku 1878 świątynię przebudowano z wykorzystaniem cegły. Od początku XX wieku katedra była kilkakrotnie przebudowywana, po raz ostatni w 1990 roku, kiedy to wzmocniono konstrukcję budynku i przebudowano jego wieże.
2 marca 1983 roku przybył do Kostaryki z pierwszą (i jedyną) wizytą apostolską papież Jan Paweł II. W jej ramach spotkał się w katedrze z Sekretariatem Episkopatu Ameryki Środkowej.
21 maja 1998 roku katedra została uznana za historyczne dziedzictwo architektoniczne.
7 grudnia 2021 roku arcybiskup Kostaryki, José Rafael Quirós Quirós ogłosił katedrę Narodowym Sanktuarium św. Józefa (Santuario Nacional a san José). W nowym sanktuarium można oddawać cześć figurze św. Józefa, znajdującej się na jednym z ołtarzy. Pochodzące z Hiszpanii dzieło znajduje się w katedrze od 1926 roku..

## Architektura i wnętrze

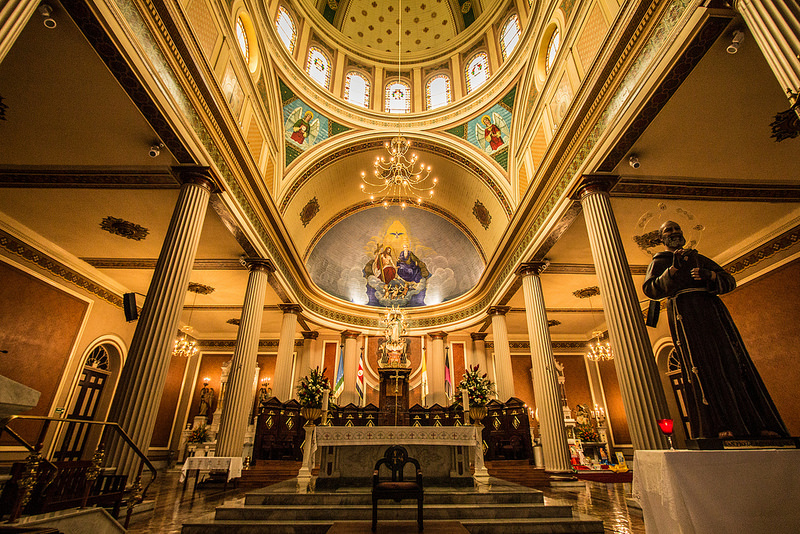
Wnętrze katedry

Architektura katedry wykazuje wpływy neoklasycyzmu i baroku. Za wystrój wnętrza odpowiadał architekt Eusebio Rodríguez. Odszedł on od charakterystycznego dla stylu barokowego nadmiernego złocenia dekoracji zbliżając się do stylów kolonialnych, co znalazło swój wyraz w dużych witrażach z przedstawieniami biblijnymi czy w mozaikach podłogowych. Do najbardziej godnych uwagi elementów wyposażenia katedry należą grobowce drugiego arcybiskupa Kostaryki, Hoffmana, oraz prezydenta Tomása Guardii.
Na początku XX wieku zamontowano w katedrze witraże, wykonane we Francji, we Włoszech natomiast wyrzeźbiono z drewna cedrowego Drogę Krzyżową. 18 września 2006 roku w północno-wschodnim narożniku świątyni umieszczono posąg papieża Jana Pawła II, odkuty w marmurze karraryjskim przez kostarykańskiego rzeźbiarza Jorge Jiméneza Deredię. Mierzące 4,10 m wysokości i ważące 25 ton dzieło zostało odsłonięte w obecności prezydenta Kostaryki, Oscara Ariasa, urzędników państwowych, członków korpusu dyplomatycznego akredytowanych w kraju i kilkudziesięciu obywateli.